# Йордан Витошански
Йордан Витошански или Вардински е български революционер, деец на Вътрешната македоно-одринска революционна организация.

## Биография
Йордан Витошански е роден през 1879 година в град Щип, тогава в Османската империя. Основно образование получава в родния град, а след като баща му И. Вардински умира през 1889 година се премества в Дупница при роднината си Захари Витошански. Там завършва трети клас, след което учи в Софийската мъжка гимназия. През 1896-1897 година участва в дружество което популяризира македонското движение в София. Влиза в Македония с четата на Тимо Ангелов през март 1903 година, но Йордан Витошански е убит на 1 април край Лески.